# Stenoporpia separataria
Stenoporpia separataria är en fjärilsart som beskrevs av Augustus Radcliffe Grote 1883. Stenoporpia separataria ingår i släktet Stenoporpia och familjen mätare. Inga underarter finns listade i Catalogue of Life.